# 阿尔贝特国王号战列舰
阿尔贝特国王号战列舰是德意志帝国海军皇帝级战列舰的四号舰。该舰于1910年7月17日在但泽的希肖船厂进行龙骨架设，1912年4月27日下水，至1913年7月31日交付海军服役。它在五座双联装炮塔中装备有十门305毫米50倍径速射炮，最高航速为22.1節（40.9每小時；25.4英里每小時）。阿尔贝特国王号先是被编入公海舰队的第三战列分舰队；其后又转移至第四战列分舰队，并在生涯的大部分时间服役于此，包括第一次世界大战。
连同四艘姊妹舰皇帝号、腓特烈大帝号、皇后号和柳特波德摄政王号一起，阿尔贝特国王号参与了第一次世界大战期间的大部分舰队主要行动，但当1916年5月31日至6月1日爆发日德兰海战时，它仍身处旱坞维修。因此，它成为舰队在役却错过了战争中最大规模海战的唯一战列舰。此外，该舰也参与了阿尔比恩行动，于1917年10月对俄国控制的里加湾岛屿实施两栖攻击。
随着德国战败并于1918年11月签署了停战协定后，阿尔贝特国王号与公海舰队的大部分主力舰都被英国皇家海军扣押在斯卡帕湾。在协约国就《凡尔赛条约》的最终版本进行谈判期间，这些舰只被解除武装并仅保留了基干船员。1919年6月21日，即条约签署的前几天，海军少将路德维希·冯·罗伊特作为被扣押舰队的指挥官，下令全数凿沉己方舰队，以确保英国人无法强占舰只。阿尔贝特国王号残骸于1935年7月被打捞上岸，随后于1936年拆解。

## 建造及设计

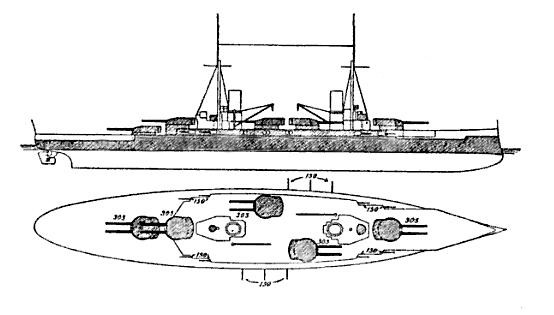
皇帝级布置略图，阴影部分为装甲保护区域

阿尔贝特国王号是以“埃吉尔代舰”（Ersatz Ägir）作为合同代号进行订购，以取代过时的岸防舰埃吉尔号，并于1910年7月17日在但泽的希肖船厂开始架设龙骨，至1912年4月27日舰体完工并下水。在下水仪式上，由萨克森公主玛蒂尔德主持为之命名，而其长兄弗里德里希·奥古斯特三世作为萨克森的末代国王，即舰只得名者——阿尔贝特国王的侄子，则在下水仪式上发表演讲。舾装工作完成后，该舰于1913年7月31日投入舰队服役。
阿尔贝特国王号的全长为172.4米，舷宽29米，有9.1米的前吃水和8.8米的后吃水，满载排水量达到27000吨。船员编制为41名军官和1043名士兵。舰只使用三套希肖涡轮机作为动力装置，由16台燃煤锅炉供应蒸汽。其推进系统的最高速度为22.1節（40.9每小時）。此外，阿尔贝特国王号可贮存3600吨燃煤，使其可以12節（22每小時）的速度续航7,900海里（14,600）。
舰只装备的主炮为分布在五座双联装炮塔中的十门305毫米50倍径速射炮该舰摒弃了以往德式战列舰的低效六边形排列，相反，五座炮塔中的三座是安装在中心线上，其中设于舰艉的两座是以超射布局排列。其余两座则以雁列式布局安装在舰舯，可同向进行侧舷齐射。副炮系统则包括十四门安装在舰舯炮廓内的150毫米45倍径速射炮、八门88毫米45倍径速射炮以及四门88毫米45倍径高射炮。此外，阿尔贝特国王号还武装有五门500毫米水下鱼雷发射管，其中舰艏一具，两边舷侧各两具。
阿尔贝特国王号受到克虏伯生产的渗碳装甲所保护，其主装甲带在中央堡垒上有350（14英寸）厚；主炮塔的正面和两侧则有300（12英寸）厚。司令塔的装甲厚度则更为殷实，两侧达到400（16英寸）。

## 服役历史
尽管阿尔贝特国王号是同船级中最晚下水的一艘，但由于皇后号的涡轮机损坏、以及柳特波德摄政王号的柴油机交付延误，使它成为第三艘入役的舰只。该舰被选中与姊妹舰皇帝号和小巡洋舰斯特拉斯堡号共同组成一支“特遣队（Detachierten Division）”，在海军少将胡贝特·冯·雷鲍尔-帕施维茨的指挥下开展南美洲之旅，以测试新型涡轮推进系统的可靠性，并借机展示帝国海军日益壮大的实力。三舰编队于1913年12月9日离开威廉港驶向德属西非，分别到访了多哥兰的洛美以及德属喀麦隆的杜阿拉和维多利亚。部队随后前往德属西南非洲，途中经停斯瓦科普蒙德和吕德里茨湾，以及南非的圣赫勒拿。至1914年2月15日，它们抵达巴西的里约热内卢，当地举行了欢迎仪式迎接到访的德国舰队。
从里约热内卢开始，斯特拉斯堡号单独前往阿根廷的布宜诺斯艾利斯，而阿尔贝特国王号和皇帝号则驶向乌拉圭的蒙得维的亚。斯特拉斯堡号随后于蒙得维的亚重新加入战列舰，三舰继续向南驶往合恩角附近，进而向北驶至智利的瓦尔帕莱索。在4月2日至11日期间，它们皆逗留于瓦尔帕莱索，标志着其旅程中的最远点。在回程航行中，三舰增加了经停点，其中包括在抵达里约热内卢前的布兰卡港（阿根廷）。5月16日，舰只离开里约热内卢开始穿越大西洋的行程，它们在驶往德国的途中分别经停了佛得角、马德拉和西班牙的维戈。1914年6月17日，在安全航行了约20,000海里（37,000）后，这些舰只最终返抵基尔。6月24日，特遣队解散，阿尔贝特国王号与皇帝号被编入公海舰队的第三战列分舰队。

### 第一次世界大战

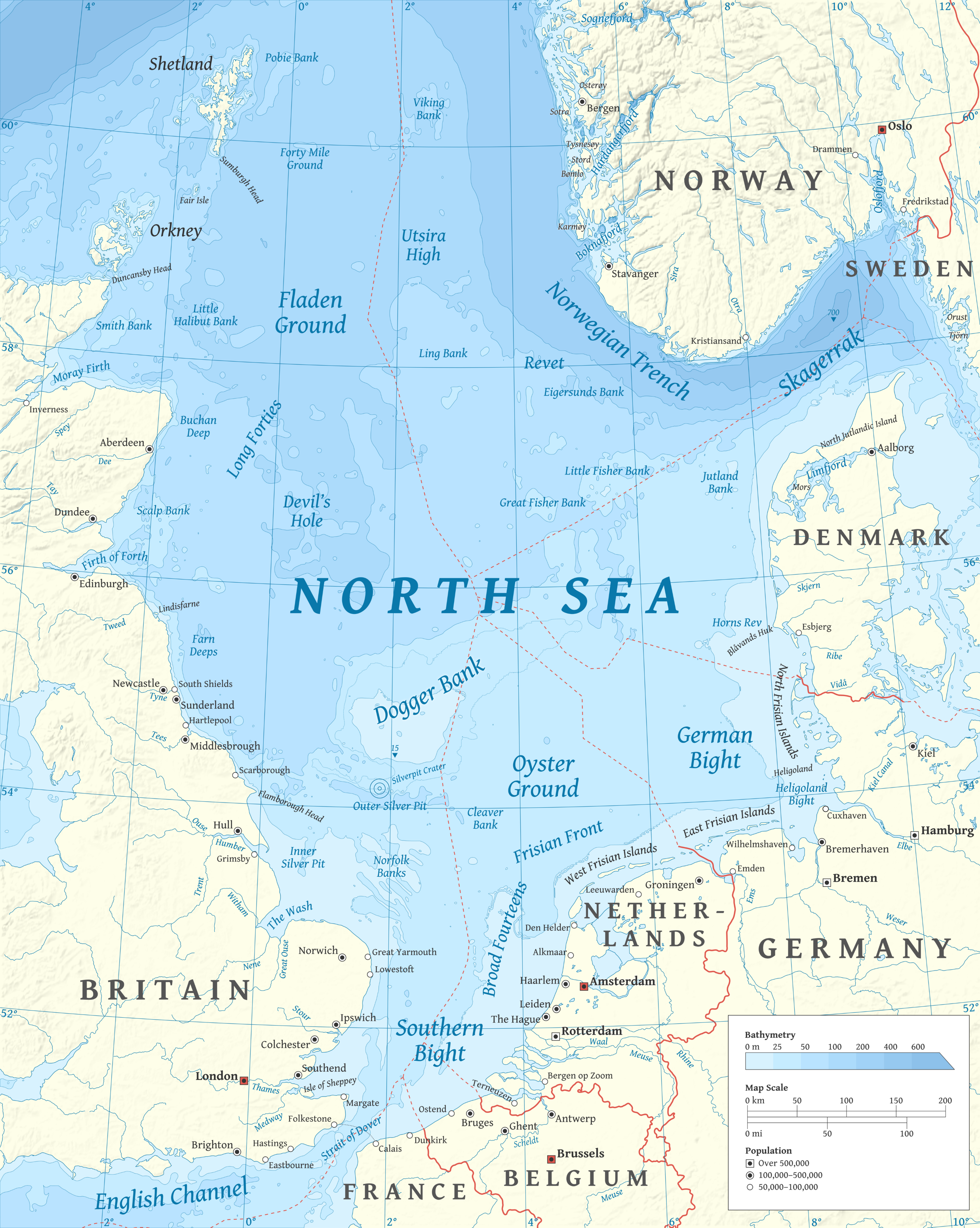
北海是德国舰队最常出动的地方

在整场战争的前两年，包括阿尔贝特国王号在内的公海舰队在北海进行了多次扫荡和推进任务。第一次发生在1914年11月2－3日，然而没有遇到英国军队。随后，公海舰队总司令、海军上将腓特烈·馮·英格諾爾采取了一项策略：即利用海军少将弗朗茲·馮·希佩爾辖下第一侦察集群的大巡洋舰袭扰英国沿岸城镇，以诱使英国大舰队抽调部分兵力出动，进而被埋伏的公海舰队主力歼灭。首个这样的行动便是12月15－16日发生的突袭斯卡布罗、哈特尔浦及惠特比。12月15日傍晚，包括阿尔贝特国王号及其四艘姊妹舰在内、由大约十二艘无畏舰和八艘前无畏舰组成的德国战列舰编队，一度与一支孤立的英国分舰队（包括六艘战列舰）相距仅约10海里（19）。然而，与对方其它驱逐舰之间在黑暗中进行的零星冲突使得英格诺尔误判自己面对的是整个大舰队主力。根据德皇威廉二世的命令，为避免不必要的冒险，英格诺尔中断了交战并调转战列舰返回德国。
由于在1915年1月的多格滩海战中损失了布吕歇尔号大巡洋舰，德皇于2月2日解除英格诺尔上将的职务。另一位海军上将胡戈·冯·波尔接替成为舰队司令。波尔在1915年指挥了一系列的舰队攻击，阿尔贝特国王号均有参与；在3月29－30日的首次行动中，它与舰队航行至泰尔斯海灵岛以北，但与敌舰没有任何接触。随后的另一次行动是在4月17－18日，阿尔贝特国王号随舰队余部对第二侦察集群布设水雷的任务提供掩护。三天后，即4月21－22日，舰队向多格滩推进，亦未能遭遇任何英军。5月15日，舰只右舷涡轮机的一个轴套松动，迫使船员关闭发动机并将其拆除。然而，中心轴和左舷轴仍然能够以18節（33每小時）的速度推动舰只。5月29－30日，舰队试图对北海进行扫荡，但恶劣天气导致波尔在距离斯希蒙尼克島约50海里（93）时便取消了行动。舰队停留在港口直至8月10日，当时它航行至黑尔戈兰岛以北，以掩护流星号辅助巡洋舰返航。一个月后，即9月11－12日，舰队又对在斯瓦特湾的另一次布雷行动提供支援。该年的最后一次行动在10月23－24日实施，但前往犄角礁的推进也无果而终。
1916年1月12日，海军上将赖因哈德·舍尔取代已身患肝细胞癌的波尔担任公海舰队总司令。舍尔提出了一个更激进的政策，旨在与大舰队正面对抗；该策略于2月获得了德皇的批准。舍尔的首个行动是在3月5－7日，然而是次对霍夫登海域的扫荡无功而返。3月25－26日，舍尔又试图攻击正在突袭岑讷的英军，但未能找到对方。另一次推进至犄角礁的行动随后于4月21－22日进行。4月24日，第一侦察集群对英格兰海岸实施另一轮炮击，阿尔贝特国王号和公海舰队的其余舰只从后支援。在前行途中，大巡洋舰塞德利茨号不慎触雷而被迫返航。其余大巡洋舰则在炮击洛斯托夫特时没有遭受任何抵抗，但在接近雅茅斯时则遇到了哈里奇部队的英国巡洋舰。双方遂进行了短暂的交火，直至哈里奇部队撤离。随后，英国潜艇在该地区出没的报告促使第一侦察集群撤退。与此同时，舍尔也收到了大舰队从斯卡帕湾基地出动的警告，遂退回至更为安全的德国水域。
炮击雅茅斯后，第三分舰队的几艘战列舰均出现了冷凝器故障。这之中便包括阿尔贝特国王号；其全部三个主冷凝器的导管都需要更换，这将耗费大量的船厂工作。该舰于5月29日进入威廉港帝国船厂的旱坞，而两天后，舰队余部出发参加日德兰海战。舰只的维修工程直至6月15日才完成，因此，阿尔贝特国王号便成为唯一一艘错过了这场战斗的在役德国无畏舰。1916年8月18日，阿尔贝特国王号参加了炮击桑德兰的行动。舍尔试图重演3月31日的日德兰计划：利用具备战力的的大巡洋舰毛奇号和冯·德坦恩号在三艘无畏舰的支援下，炮击桑德兰的沿岸城镇，进而引诱和摧毁由戴维·贝蒂率领的战列巡洋分舰队。包括阿尔贝特国王号在内的舰队余部则会尾随并提供掩护。在接近英国海岸时，舍尔收到了来自齐柏林飞艇关于英国部队在该地区出没的错误报告，进而掉头向北。结果，炮击并未发生，至14:35，舍尔又收到了大舰队正在迫近的警告，他并不愿意在难分伯仲的日德兰海战后仅11周便又与整个大舰队交战，于是下令全体舰队掉头撤回德国港口。
另一次舰队推进随后发生于10月18－20日，但在没有遇到任何英国部队的情况下结束。两周之后，即11月4日，阿尔贝特国王号又在完成了波罗的海的部队训练后，奉命于返航途中随第三分舰队对2艘在丹麦西海岸搁浅的U艇提供支援。公海舰队于12月1日重组；4艘国王级战列舰连同新编入役的巴伐利亚号留在第三战列分舰队，而5艘皇帝级舰只，包括阿尔贝特国王号则转移至新组建的第四战列分舰队。阿尔贝特国王号在1917年上半年没有参加任何重大行动，然后于8月18日进入基尔帝国船厂的旱坞进行定期维修，并持续至9月23日。

#### 阿尔比恩行动

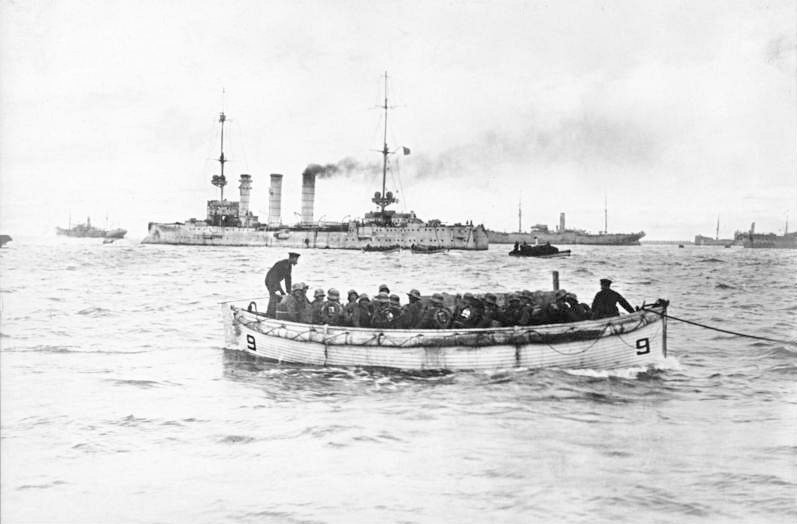
德军在萨马雷岛登陆

在1917年9月上旬，继德国攻克俄国港口里加后，德国海军决定驱逐仍残留在里加湾的俄国海军力量。为此目的，海军参谋本部的行动计划是夺取波罗的海岛屿萨雷马岛，尤其是夺取瑟尔韦半岛的俄国炮台。9月18日，一次海陆空联合进攻行动受命出发，以占领萨雷马岛及穆胡岛。海军的主要力量是由旗舰毛奇号、以及公海舰队的第三和第四战列分舰队组成。连同九艘小巡洋舰、三支鱼雷舰区舰队和几十艘水雷艇，整个出战规模约为300艘舰艇，并有超过100架飞机和6艘飞艇提供空中支援。共有约24600名官兵参与此次入侵。此时，第四战列分舰队已由海军中将威廉·蘇雄指挥。抗击德国的力量则包括原俄国的前无畏舰光荣号和太子号，装甲巡洋舰巴扬号、马卡罗夫海军上将号和狄安娜号，26艘驱逐舰，以及若干鱼雷艇和炮艇。而萨雷马岛的驻军人数约为14000人。
行动于10月12日清晨展开，当时毛奇号和第三分舰队在塔加拉赫湾与俄国舰艇交战，而阿尔贝特国王号和第四分舰队余部则在萨雷马岛外围炮轰瑟尔韦半岛上的俄国岸基炮台。。这两处的海岸炮很快便被战列舰的重炮清除。14日清晨，阿尔贝特国王号、柳特波德摄政王号和皇后号被派往支援正在攻击安塞居拉的德军。其中阿尔贝特国王号和皇后号受命遏制位于策雷尔角的俄军炮台，但大雾使它推迟了瞄准目标。俄军率先开火，但两艘战列舰很快便给予回击。腓特烈大帝号亦赶来协助两艘姊妹舰；三舰在一小时内共发射了120枚大口径炮弹。密集的舰炮射击使得大量俄军炮手逃离了阵位。
10月15日夜晚，阿尔贝特国王号及皇后号被发往普茨克补充燃煤储备。19日，它们在普茨克与腓特烈大帝号短暂会合，后者又继续随同毛奇号驶向阿伦斯堡。翌日早晨，海军中将埃哈德·施密特下令解散海军特遣队并返回北海。施密特在提呈至海军部的公文中指出，“可以立即将皇后号及阿尔贝特国王号从普茨克派往北海”。两艘战列舰随即经由但泽前往基尔；抵达基尔后，它们再通过威廉皇帝运河回到北海。10月23日返抵北海后，阿尔贝特国王开始担任重舰部队的旗舰，率领皇后号、拿骚号、莱茵兰号以及大巡洋舰德夫林格号，对在德意志湾的扫雷行动提供支援。随后，它恢复在湾区的警戒值勤。

### 结局

展示阿尔贝特国王号 (#14)的舰只凿沉图

1918年10月下旬，即停战协定签署的几天前，阿尔贝特国王号及其四艘姊妹舰参加了最终舰队行动。行动的设想是公海舰队的骨干将由威廉港基地全体出动，以寻找大舰队决战。为了使德国在和平谈判中取得更好的议价地位，此时的公海舰队司令希佩尔和已升任海军元帅的舍尔意图不惜一切代价重创英国海军——尽管预计会有伤亡。然而，许多厌战的水兵却认为，这次行动将破坏和平进程并会延长战事。在1918年10月29日，舰队受命离开威廉港，并在亚德湾锚地集结，计划于次日清晨起航。但从10月29日夜晚开始，图林根号战列舰船员首先发动叛变，并迅速蔓延至其它几艘战列舰。阿尔贝特国王号于11月10日前仍身处湾区维持警戒值勤。这使它远离骚乱的舰只，直至返回返回港口后，其船员才加入了叛变。动荡局面最终迫使希佩尔和舍尔取消了这项行动。当得知情况后，德皇威廉二世悲哀的表示：“我已不再拥有海军”。
随着德国在1918年11月投降，公海舰队的大部分舰只在海军少将路德维希·冯·罗伊特的指挥下，被协约国扣留至斯卡帕湾的英国海军基地。在德国舰队离港之前，海军上将阿道夫·冯·特罗塔便明确向罗伊特表示，他不能允许协约国在任何条件下强占舰只。舰队先是与加迪夫号轻巡洋舰会合，再由370艘英国、美国和法国军舰组成的大规模联队的监督下，开往斯卡帕湾。英国在扣押德国舰队后拆除了其舰炮的炮闩以防不轨，并将各舰的船员编制减少为200名基干官兵。。
在落实凡尔赛条约的谈判过程中，舰队仍然维持拘禁状态。罗伊特推断英国方面将在6月21日，即谈判到期而无法达成协议的情况下会强行抢占德国军舰，却不知该期限已被延长至6月23日。为了防止这种情况，他决定第一时间凿沉己方舰只。6月21日上午，英国舰队离开斯卡帕湾进行训练演习；罗伊特于11:20向全体德国军舰下达了他的命令。阿尔贝特国王号于12:54倾覆并沉没；该舰其后于1935年7月31日被打捞上岸，并于次年在罗塞斯拆解报废。